# Чорнобиль. Відродження. Лелека чорний (монета)
Чорно́биль. Відро́дження. Леле́ка чо́рний — українська пам'ятна монета номіналом 5 гривень.
Монету введено в обіг 26 квітня 2024 року. Вона належить до серії «Флора і фауна», циклу «Чорнобиль. Відродження».

## Опис та характеристики монети
| Номінал грн. | Метал      | Маса, грам | Діаметр, мм. | Якість виготовлення       | Гурт     | Тираж, штук |
| ------------ | ---------- | ---------- | ------------ | ------------------------- | -------- | ----------- |
| 5            | нейзильбер | 16.54      | 35,0         | спеціальний анциркулейтед | рифлений | 40 000      |

### Аверс
На аверсі монети розміщено: малий Державний Герб України (угорі), написи: «УКРАЇНА» (під гербом), номінал монети — «5» / «ГРИВЕНЬ» (праворуч від герба); у центрі — символічне колесо життя, що знаменує відродження природи: стилізований міжнародний знак «Радіаційна загроза», оповитий листям, навколо якого тварини, популяції яких розвиваються у 30-кілометровій зоні відчуження, що стала своєрідним резерватом для розмноження, зокрема лелеки чорного, коня Пржевальського, рисі, зубра, лося, ведмедя бурого; по колу, на дзеркальному тлі написи: «ЧОРНОБИЛЬСЬКИЙ РАДІАЦІЙНО-ЕКОЛОГІЧНИЙ БІОСФЕРНИЙ ЗАПОВІДНИК» (ліворуч), «CHORNOBYL RADIATION AND ECOLOGICAL BIOSPHERE RESERVE»; логотип Банкнотно-монетного двору Національного банку України (угорі); рік карбування — «2024» (унизу).

### Реверс
На реверсі монети на тлі пейзажу зображено лелеку чорного, над яким ліворуч на дзеркальному тлі написи: «ЛЕЛЕКА / ЧОРНИЙ / CICONIA NIGRA»; угорі — пташенята в гнізді.

## Автори
- Художник — Фандікова Наталія.
- Скульптори: Дем'яненко Анатолій, Дем'яненко Володимир.

## Вартість монети
Під час введення монети в обіг 2024 року, Національний банк України реалізовував монету за ціною 165 гривень (208 грн у сувенірній упаковці).
Фактична приблизна вартість монети з роками змінювалася так:
| Рік        | 2024 | 2025  | 2026 |
| ---------- | ---- | ----- | ---- |
| Ціна, грн. | 970  | 1 230 |      |